# Niobofillite
La niobofillite è un minerale appartenente al supergruppo dell'astrofillite.